# WTA-toernooi van Tucson
Het WTA-toernooi van Tucson was een tennistoernooi voor vrouwen dat tussen 1964 en 1980 onregelmatig plaatsvond in de Amerikaanse stad Tucson. De belangrijkste officiële naam van het toernooi was Virginia Slims of Tucson.
De WTA organiseerde het toernooi, dat in de meeste gevallen werd gespeeld op hardcourtbuitenbanen.
In de laatste editie (1980) werd door 32 deelneemsters per jaar gestreden om de titel in het enkelspel, en door 16 paren om de dubbelspeltitel. Aan het kwalificatietoernooi voor het enkelspel namen 32 speelsters deel, met vier plaatsen in het hoofdtoernooi te vergeven.

## Officiële namen
| 1964      | Arizona Intercollegiates              |
| 1972–1973 | Virginia Slims of Tucson              |
| 1977      | L'EGGS World Series of Women's Tennis |
| 1978      | Avon Futures of Tucson                |
| 1980      | Tucson Open                           |

## Meervoudig winnaressen enkelspel
| speelster                  | aantal titels | in de jaren |
| -------------------------- | ------------- | ----------- |
| Billie Jean Moffitt / King | 2             | 1964, 1972  |

## Enkel- en dubbelspeltitel in één jaar
| speelster           | in het jaar |
| ------------------- | ----------- |
| Billie Jean Moffitt | 1964        |

## Finales

### Enkelspel
| Datum      | Naam                          | ($)           | Ondergrond        | Winnares            | Verliezend finaliste | Uitslag       | bron          |
| ---------- | ----------------------------- | ------------- | ----------------- | ------------------- | -------------------- | ------------- | ------------- |
| 1964-02-17 | Arizona Intercollegiates      |               | hardcourt, buiten | Billie Jean Moffitt | Vicki Palmer         | 2-6, 6-1, 6-0 | [ 4 ]         |
| 1965–1971  | geen toernooi                 | geen toernooi | geen toernooi     | geen toernooi       | geen toernooi        | geen toernooi | geen toernooi |
| 1972-04-17 | Virginia Slims Conquistadores | 18.000        | hardcourt, buiten | Billie Jean King    | Françoise Dürr       | 6-0, 6-3      | [ 5 ]         |
| 1973-03-26 | Virginia Slims of Tucson      | 25.000        | hardcourt, buiten | Kerry Melville      | Nancy Gunter         | 6-3, 6-3      | [ 1 ]         |
| 1974–1976  | geen toernooi                 | geen toernooi | geen toernooi     | geen toernooi       | geen toernooi        | geen toernooi | geen toernooi |
| 1977-04-15 | L'EGGS Series                 | 100.000       | hardcourt, buiten | Chris Evert         | Martina Navrátilová  | 6-3, 7-6      | [ 6 ]         |
| 1978-01-16 | Avon Futures of Tucson        | 20.000        | hardcourt, buiten | Brigitte Cuypers    | Sharon Walsh         | 6-2, 2-6, 6-3 | [ 7 ]         |
| 1979       | geen toernooi                 | geen toernooi | geen toernooi     | geen toernooi       | geen toernooi        | geen toernooi | geen toernooi |
| 1980-12-15 | Tucson Open                   | 75.000        | tapijt, binnen    | Tracy Austin        | Mareen Louie         | 6-2, 6-0      | [ 8 ]         |

### Dubbelspel
| Datum      | Naam                          | ($)           | Ondergrond        | Winnaressen                       | Verliezend finalistes           | Uitslag       | bron          |
| ---------- | ----------------------------- | ------------- | ----------------- | --------------------------------- | ------------------------------- | ------------- | ------------- |
| 1964-02-17 | Arizona Intercollegiates      |               | hardcourt, buiten | Susan Behlmar Billie Jean Moffitt | Laurie Callaway Vicki Palmer    | 11-9, 6-3     | [ 4 ]         |
| 1965–1971  | geen toernooi                 | geen toernooi | geen toernooi     | geen toernooi                     | geen toernooi                   | geen toernooi | geen toernooi |
| 1972-04-17 | Virginia Slims Conquistadores | 18.000        | hardcourt, buiten | Kerry Harris Karen Krantzcke      | Judy Dalton Françoise Dürr      | 6-3, 6-7, 6-3 | [ 5 ]         |
| 1973-03-26 | Virginia Slims of Tucson      | 25.000        | hardcourt, buiten | Janet Newberry Pam Teeguarden     | Karen Krantzcke Betty Stöve     | 3-6, 7-6, 7-5 | [ 1 ]         |
| 1974–1977  | geen toernooi                 | geen toernooi | geen toernooi     | geen toernooi                     | geen toernooi                   | geen toernooi | geen toernooi |
| 1978-01-16 | Avon Futures of Tucson        | 20.000        | hardcourt, buiten | Carrie Meyer Sharon Walsh         | Ann Kiyomura Valerie Ziegenfuss | 6-4, 2-6, 6-2 | [ 7 ]         |
| 1979       | geen toernooi                 | geen toernooi | geen toernooi     | geen toernooi                     | geen toernooi                   | geen toernooi | geen toernooi |
| 1980-12-15 | Tucson Open                   | 75.000        | tapijt, binnen    | Leslie Allen Barbara Potter       | Mary-Lou Piatek Wendy White     | 7-6, 6-0      | [ 8 ]         |

ITF-toernooien (mannen en vrouwen)

ATP-toernooien (mannen) – ATP-seizoen 2025

WTA-toernooien (vrouwen) – WTA-seizoen 2025

Voormalige toernooien mannen
Voormalige toernooien vrouwen
Voormalige amateurtoernooien